# Sadhguru
Jaggi Vasudev, mera känd som Sadhguru, född 3 september 1957 i Mysore, är en indisk yogi, mystiker och författare. Han grundade Isha Foundation, en icke-vinstdrivande organisation som erbjuder yoga-program runt om i världen och är engagerad i bland annat utbildning och miljöarbete.
Jaggi Vasudev var det yngsta av fyra barn – två pojkar och två flickor. Hans far var ögonläkare för de indiska järnvägarna och på grund av detta flyttade familjen ofta. Vid tio års ålder kom Vasudev i kontakt med Malladihalli Raghavendra, som lärde honom enkla yoga-asanas. Detta tillämpade han sedan regelbundet. Han säger: "utan en enda dags avbrott upplevde jag denna enkla yoga som jag hade blivit lärd och det ledde till en mycket djupare upplevelse med tiden."
Vid 25 års ålder, den 23 september 1982, åkte han upp till Chāmundi Hill och satte sig på en sten. Där fick han en andlig upplevelse.